# Frits van Houten
Frits van Houten is een personage uit de Nederlandse soapserie Goede tijden, slechte tijden. Hij maakte van seizoen 1 tot en met 6 deel uit van de reeks

## Achtergronden
Frits van Houten was na Rien Hogendoorn de tweede slechterik van de serie. Hij begon als rechterhand en advocaat van Herman Hogendoorn in diens bedrijf Hogendoorn Enterprise. Nadat Herman terugkeerde naar de VS, moest Rien de boel draaiende houden, al snel bleek dat niet Rien, maar Frits van Houten de sterke man in het bedrijf was. Onderlinge rivaliteit tussen Rien en Frits was het gevolg, uiteindelijk bleek het nogal diep te zitten toen bleek Frits eigenlijk de halfbroer was van Rien. Herman Hogendoorn was ook zìjn vader. Terwijl Rien alles kreeg van Herman en ook diens erfgenaam was, werd Frits altijd openlijk achtergesteld door zijn vader en moest werken om zichzelf te bewijzen. Dit bereikte een hoogtepunt toen hij zonder enige reden Suzanne Balk verkrachtte, iets waar hij later oprecht spijt van had. Hij werd in aflevering 1000 (seizoen 6) vermoord door Hans.

## Van Houten International
Nadat Nico Stenders de Nederlandse tak had overgenomen, begonnen Frits en Rien voor zichzelf, met Frits als directeur. Rien zorgde voor een startkapitaal dat hij al snel weer kwijtraakte, kort hierop werd Rien gearresteerd wegens doodslag, Frits stond vanaf dat moment alleen aan het hoofd. Hij groeide uit tot een machtig zakenman die menig leven in de war stuurde. Als zakenman heeft Frits over het algemeen een goede reputatie bij zijn klanten vanwege zijn zakelijke inzicht en vernuft. Hij is gedreven en ambitieus om zijn bedrijf steeds groter en invloedrijker te maken, hierbij schroomt hij niet voor oplichting, bedrog en in een enkel geval de criminaliteit. Een voorbeeld hiervan was zijn poging zich aan te sluiten bij de herensociëteit van Onno P. Wassenaar, een Europees politicus met een geheim crimineel netwerk. Zijn jeugd en ervaringen met het criminele circuit tekenen de meedogenloze zakenman.
Bij zijn poging om lid te worden van de criminele herensociëteit van de crimineel Onno P. Wassenaar op aandringen van Martine Hafkamp moet hij het zoontje genaamd Deepak Anand ontvoeren van een rivaliserende zakenman, na een aanvankelijke goede start van de operatie, kwam Frits tot inkeer. Helemaal wanneer bleek dat de jongen de suikerziekte heeft, Frits bouwt een band met Deepak op en zijn vaderlijke gevoelens komt naar voren. Uiteindelijk overwon Frits' goede inborst en bracht de jongen terug naar zijn ouders, waarna Deepak hem beloonde met een omhelzing. Onno P. Wassenaar was echter minder blij met de goede afloop en hij liet Frits dagenlang martelen in een kelder, met de middelen die hij nog had, zette hij Van Houten International voort.
Herman Hogendoorn probeerde het bedrijf in seizoen 6 ten grondde te richten, Frits wist echter het bedrijf uit handen van zijn vader te houden, met wie hij een conflict had sinds die Frits' zoon had geadopteerd. Herman is de aandeelhouder van het winkelcentrum waarin Frits zijn kapitaal heeft geïnvesteerd, hij bezit ruim 60% van het totaal en Frits de andere 40%. Herman bezat dus de meerderheid en wil dit tegen Frits gebruiken die probeert de voogdijschap over zijn dochter Wendela Hafkamp te verkrijgen. Frits deinsde niet terug tot het verkrijgen van de voogdij over zijn dochter en besluit het winkelcentrum te laten schieten en in te krimpen, de bank zegde hem steun toe voor deze handselswijze hierdoor kan hij zijn bedrijf voort zetten en toch Wendela uit handen van Herman houden. Na zijn dood ging het alsnog snel bergafwaarts met het bedrijf. Dian was ongeschikt als directrice en haar halfbroer Remco lichtte zijn zus op en vertrok toen met de noorderzon. Interim-manager Ludo Sanders moest de boel weer in het gareel krijgen, maar na een conflict met Dian, verdween hij bij het bedrijf, waarna Dian de stekker eruit trok begin seizoen 7 door haar aandelen te verkopen. Hierna verdween het bedrijf net als het decor uit beeld en is er niets meer van vernomen.
Jack van Houten onderzoekt in 2005 het een en ander rondom Frits' leven. Het kantoorpand blijkt gesloopt te zijn en het bedrijf bestaat niet meer, wat erop zou kunnen duiden dat de nieuwe eigenaar de naam heeft veranderd. Met het geld dat Jack erft bij het overlijden van zijn grootmoeder Augusta begint hij een nieuw bedrijf met de naam Van Houten, wat hij later aan Ludo verkoopt.

## Relaties
Zijn liefdesleven ging ook niet over rozen. Met Trix Gerritse krijgt hij een zoon: Frits, nu Jack van Houten. Wanneer zij zwanger is, eist Frits per direct een abortus van Trix, wat zij beantwoordde met een zelfmoordpoging. Frits wil haar laten opnemen in een kliniek, maar Trix vlucht net op tijd naar Australië. In paniek besluit ze een huurmoordenaar op Frits af te sturen zodat zij en haar zoon veilig zijn voor Frits die nu de volledige voogdij wil. Die vermoordt echter niet Frits, maar zijn halfbroer Rien Hogendoorn, doordat hij Frits' badjas draagt. Frits en vader Herman Hogendoorn zweren wraak, zij willen het kind terug. Herman vertrekt naar Australië waar hij het kind weet te bemachtigen, kort hierna komt er nieuws van de gevluchte Trix die in Australië een dodelijk ongeluk heeft gekregen. Frits vermoedt dat Herman hierachter zit, het kan echter ook een tweede zelfmoordpoging zijn. Herman Hogendoorn bevestigd de ontvoering van zijn kleinzoon, maar ontkent elke betrokkenheid bij haar dood. Herman Hogendoorn wilde het kind met de intentie het op te voeden tot een zakenman waar iedereen respect voor zal hebben. Frits vertrekt richting Herman in New York, maar keert enige tijd later onverrichter zake terug. Jan Henk Gerritse wordt in Australië ten onrechte opgepakt voor de moordaanslag op Frits. De kans bestaat echter dat hij bij gebrek aan bewijs is vrijgelaten.
Terug in Nederland besluit hij aan te pappen met zijn voormalige rivale Martine Hafkamp. Hij bewondert haar manier van zaken doen en dit blijkt wederzijds Ze raakt in verwachting van een tweede kind, Frits ontkende zijn vaderschap omdat Martine het bed had gedeeld met Roderick Verhulst om informatie in te winnen ten tijde van de affaire rond de ontvoering in opdracht van Onno P. Wassenaar. Martine had Frits bovendien laten vallen toen bleek dat Wassenaar hem zocht. Uiteindelijk verzoenen Frits en Martine zich weer en willen beiden met een schone lei beginnen en een goede vader en moeder voor het kind zijn. Juist dan belandt Martine in de gevangenis nadat ze heeft geprobeerd Helen Helmink te vermoorden. Er volgt een jarenlange rechtsgang in verband met de voogdij over het kind Wendela, die Frits net voor zijn overlijden wint.
In Dian Alberts vindt hij zijn nieuwe liefde. Ondertussen speelt een sluwe Frits dubbelspel met zijn secretaresse Hannie van der Kroeft. Ze wordt verliefd en raakt zwanger, maar Frits wil niets van haar weten. Hij beweegt haar tot een abortus en gaat er met Dian vandoor. Ze trouwen op Bonaire, ver weg van iedereen die tegen het huwelijk is. Bij Hannie slaan alle stoppen door. Ze vermoordt Frits in een vlaag van verstandverbijstering door een tv in zijn bad te gooien, iets waar ze direct van schrikt en spijt van heeft. Hij wordt geëlektrocuteerd en sterft een gruwelijke dood. De door Frits geterroriseerde hoofdverdachte Cilia wordt in eerste instantie opgepakt door de politie. Zij komt te overlijden door middel van zelfmoord aan de strop in haar cel. Hannie heeft zichzelf wijsgemaakt dat Dian haar tot haar daad bewogen heeft en tot tweemaal toe wraak op de tweede verdachte Dian, eerst door een huurmoordenaar op haar af te sturen en daarna door haar te vergiftigen met gootsteenontstopper in de koffie. Beide aanslagen overleeft Dian maar op het nippertje. Hannie wordt uiteindelijk ontmaskerd als de dader en wordt jarenlang opgesloten. Eerst in de gevangenis, dan in een inrichting.

## Nageslacht
Na Frits' dood werd Wendela in eerste instantie opgevoed door Daniël Daniël, geholpen door Janine Elschot. De situatie wordt echter onhoudbaar en ze wordt in een pleeggezin geplaatst. Ze krijgt de naam Georgette, afgekort Sjors, Sjors Langeveld. Voor Wendela heeft Frits een geldbedrag van 3 miljoen achtergelaten in een kluis.
De jaren vliegen voorbij en we maken kennis met Frits' nageslacht. Jack van Houten en Sjors Langeveld zoeken samen met de door Jack opgespoorde Dian in Parijs antwoorden met betrekking tot Frits van Houten. Ze komen al snel terecht bij Hannie, maar zij wordt plotseling dood aangetroffen. Wel ontmoeten ze snel Wiet ter Lake, de dochter van Hannie en Frits. Het viertal begint te twijfelen aan het feit dat Frits overleden zou zijn. Met elkaar besluiten ze uiteindelijk zijn graf te openen, waarin ze een lege kist met een pop aantreffen. Op dat moment komt Frits zelf aanlopen. Later blijkt het te gaan om Hans van Houten, Frits' tweelingbroer. Hij en moeder Augusta van Houten, die ook nog in leven blijken, zijn al jarenlang op zoek naar een grote familieschat. Die bestaat uit een amulet waarvan een helft in handen was van Herman Hogendoorn die hem naliet aan Jack. Jack en Sjors komen uiteindelijk terecht in een gebouw waar de echte Frits van Houten in een cryo opgebaard ligt. Jaren geleden ingevroren en nu wachtend tot de medische wetenschappen een manier hebben gevonden hem weer tot leven te wekken. Frits ligt daar met de amulethelft in zijn hand, een video verschaft ze aanwijzingen die hen leiden naar een groot verlaten landhuis in Wales. Ondertussen ontdooit Dian de cryo om de amulet te pakken te krijgen, waarna Frits vermoedelijk definitief overlijdt. In Wales komt het tot een confrontatie nadat Hans opbiechtte Frits vermoord te hebben. Augusta valt een lelijke dood tegemoet in een bodemloze put. Het lichaam van Frits wordt opnieuw begraven en Hans die afscheid komt nemen vertelt Frits' kinderen het ware verhaal over de moord. Of dit het echte verhaal is, valt te betwijfelen evenals of Frits daadwerkelijk dood is, zijn lichaam is na de cryo niet in beeld geweest.

## Familiebetrekkingen
- Herman Hogendoorn (vader; overleden)
- Augusta van Houten (moeder; overleden)
- Hans van Houten (tweelingbroer)
- Rien Hogendoorn (halfbroer; overleden)
- Geesje Terlake (halfzus; overleden)

### Kinderen
- Jack van Houten (zoon; met Trix Gerritse)
- Sjors Langeveld (dochter; met Martine Hafkamp)
- Wiet van Houten (dochter; met Hannie van der Kroeft)

### Kleinkinderen
- Lana de Jong

## Relaties
- Suzanne Balk (zoen 1992)
- Linda Dekker (affaire 1993) s04
- Martine Hafkamp (relatie 1993-1994)
- Dian Alberts (relatie 1995)
- Hannie van der Kroeft (affaire 1995)
- Dian Alberts (relatie/getrouwd 1995)